# Mednarodna standardna knjižna številka
Mednarodna standardna knjižna številka (izvirno angleško International Standard Book Number) ali oznaka ISBN je unikatna številčna oznaka komercialne knjižne izdaje in je bila sprva zasnovana na 9-števčni standardni knjižni številki (Standard Book Number; SBN). Ta sistem označevanja je iznašel Gordon Foster, danes zaslužni profesor statistike na Trinity Collegeu v Dublinu. ISBN je v 10-števčnem formatu, izdelala ga je Mednarodna organizacija za standardizacijo in ga leta 1970 objavila kot mednarodni standard ISO 2108.
Od januarja 2007 oznake ISBN sestavlja 13 števk, tovrstno označevanje pa je združljivo s črtnokodnimi oznakami standarda EAN-13 (European Article Number; kakršen je v uporabi tudi pri označevanju prodajnih izdelkov v trgovinah).
Podobna števčna oznaka, imenovana mednarodna standardna številka serijske publikacije (ISSN, International Standard Serial Number), se uporablja za identificiranje serijskih publikacij, npr. revij ali časnikov.

## Zgodovina
Standardna knjižna številka (SBN) je komercialni sistem, ki uporablja devetmestne številke za identifikacijo knjig. Leta 1965 ga je ustvaril Gordon Foster, profesor statistike na Kolidžu svete Trojice v Dublinu, za prodajalce knjig in papirnico WHSmith in druge. Format identifikacije ISBN je leta 1967 v Združenem kraljestvu zasnoval David Whitaker velja za "očeta ISBN"), v ZDA pa leta 1968 Emery Koltay, ki kasneje postal direktor ameriške agencije RR Bowker).
10-mestni zapis ISBN je zasnovala Mednarodna organizacija za standardizacijo (ISO) in je bil objavljen leta 1970 kot mednarodni standard ISO 2108. Združeno kraljestvo je uporabljalo devetmestno oznako SBN do leta 1974.